# Fredrik August Lidströmer
Fredrik August Lidströmer, född den 7 juli 1787 i Karlskrona, död den 14 april 1856 i Stockholm, var en svensk militär, arkitekt och tecknare. Har var son till Jonas Lidströmer, far till August Lidströmer och Fredrik Lidströmer, samt farfar till Gustaf Lidströmer och Sigrid Lidströmer.

## Biografi
Lidströmer, som tillhörde adliga ätten Lidströmer, var son till byggmästaren Jonas Lidströmer. 1816 kom han till Stockholm med erfarenhet från bygget av Göta kanal där han arbetade under Baltzar von Platen. I Stockholm började han att hjälpa sin far med bygget av Slottsobelisken. Därefter fortsatte han med projekteringen av stadens kajer, bland dem Strömparterren. Han blev löjtnantmechanicus i Flottans mekaniska kår1805, Kaptenmekanikus 1812, major och senare överstelöjtnant 1821. Efter en snabb karriär befann han sig i officerskretsar kring kung Karl XIV Johan och blev dennes förste arkitekt. Han ritade postamentet och stenarbetena för Karl XIII:s staty i Kungsträdgården och var stadsarkitekt mellan 1818 och 1824.
Bland hans arbeten märks ritningarna för Drottningens paviljong och Vaktstugan vid Rosendals slott. Drottningens paviljong var till en början uppförd i en våning. Han tog även fram ritningar för ett nytt monumentalt slott på Rosendal vars huvudbyggnad hade brunnit ner 1819. Ungefär samtidigt anlitade kungen Lidströmers barndomsvän, arkitekt Fredrik Blom. Därefter var båda under två år sysselsatta med samma uppgift, ett nytt slott på Rosendal. När kungen godkände Bloms slottsförslag anhöll Lidströmer om entledigande.
Till senare verk hör Visby lasarett och Länsfängelset i Nyköping samt anläggandet av Nybrokajen. Mycket av hans arbeten finns även bevarade som akvareller och originalteckningar i flera arkiv. Som konstnär arbetade han med teckningar, akvareller och gouache. Lidströmer är representerad vid bland annat Nationalmuseum i Stockholm. Liksom sin far blev han överstelöjtnant mecanicus och riddare av Vasaorden.

### Familj
Lidströmer gifte sig 14 augusti 1839 med Charlotta Gustava Vilhelmina Jusléen (1797–1875). Hon var dotter till kofferdikaptenen Mattias Jusléen och Christina Margareta Brunnmark. De fick tillsammans barnen kaptenen Fredrik Lidströmer (1820–1863) och grosshandlaren August Lidströmer (1839–1915) i Stockholm.
F. A. Lidströmers väg, invid Rosendals slott på Djurgården, är uppkallad efter honom.

## Bilder

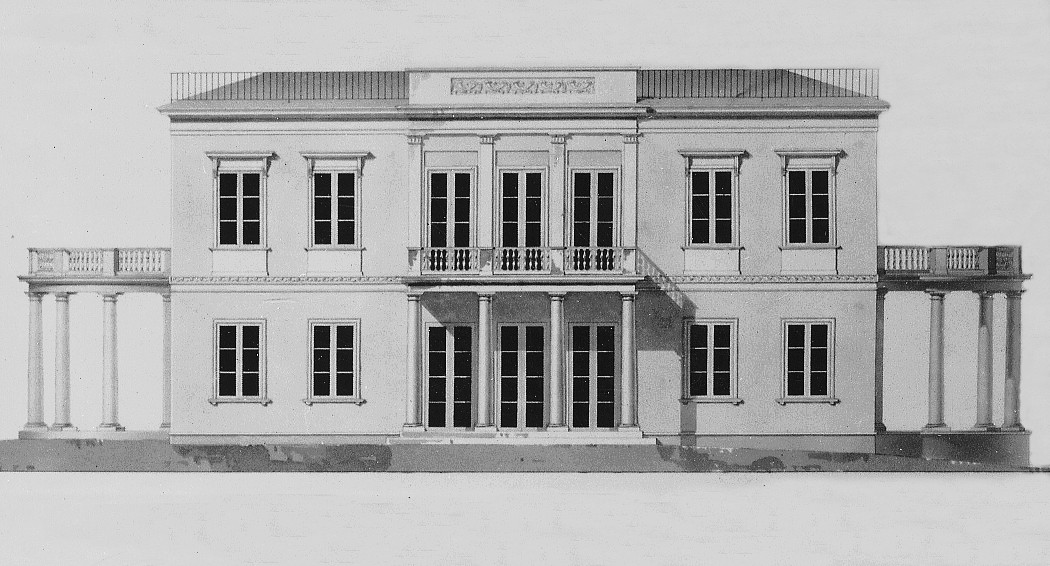
Akvarellerad ritning till Drottningens paviljong, upprättad av Lidströmer.
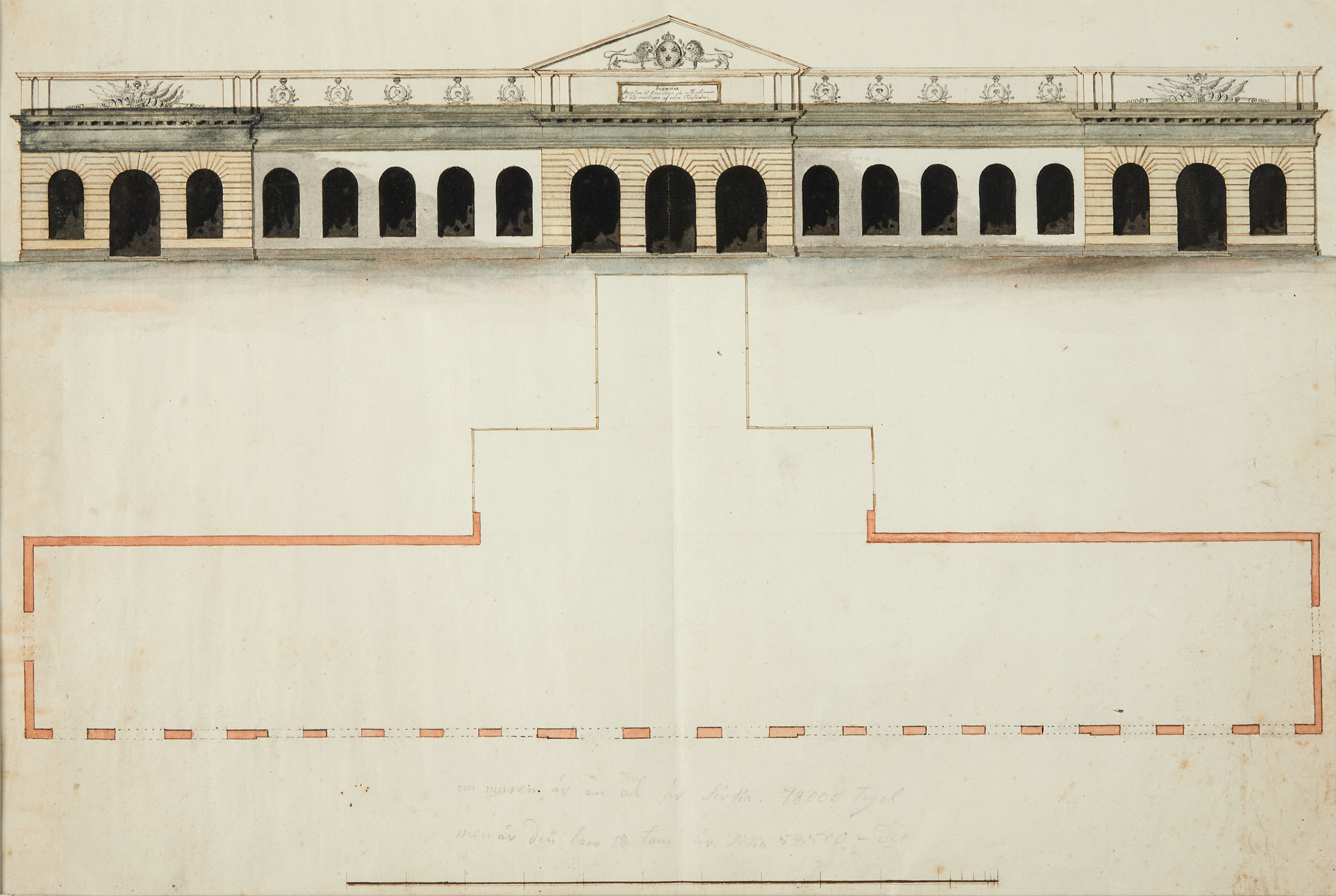
Akvarellerad ritning till Vauxhall i Kungsträdgården, av Lidströmer.
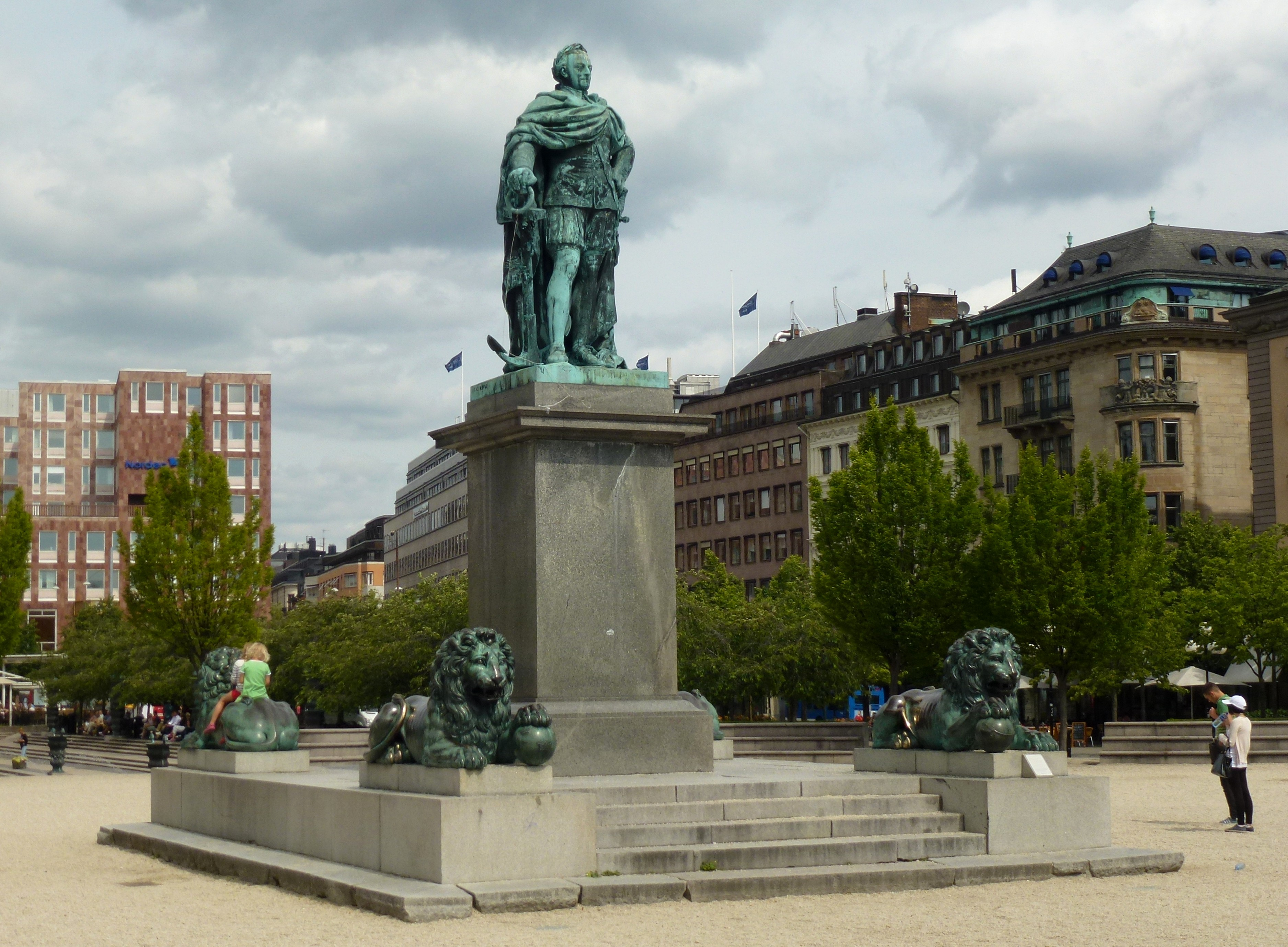
Karl XIII:s staty.
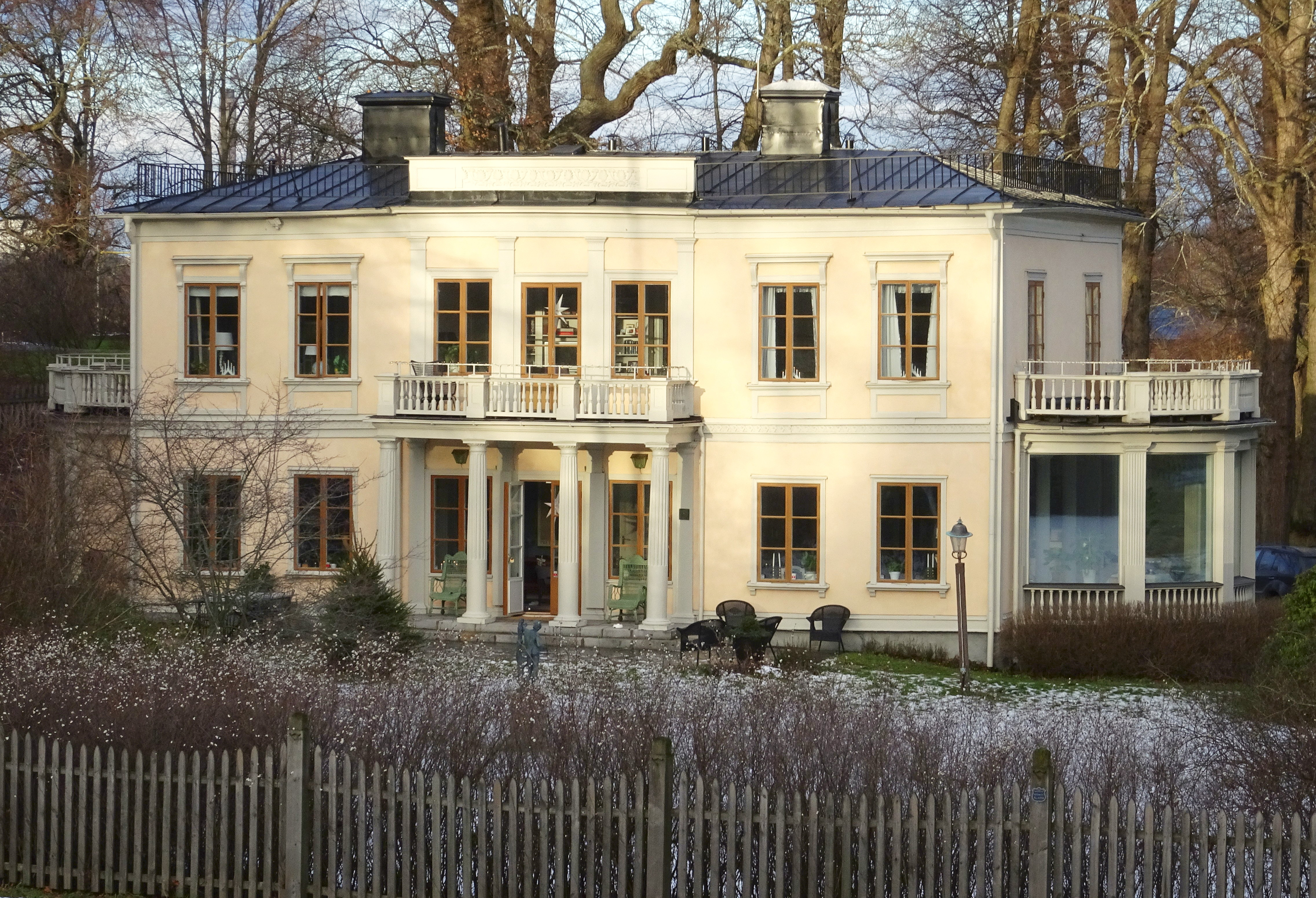
Drottningens paviljong, Rosendals slott.
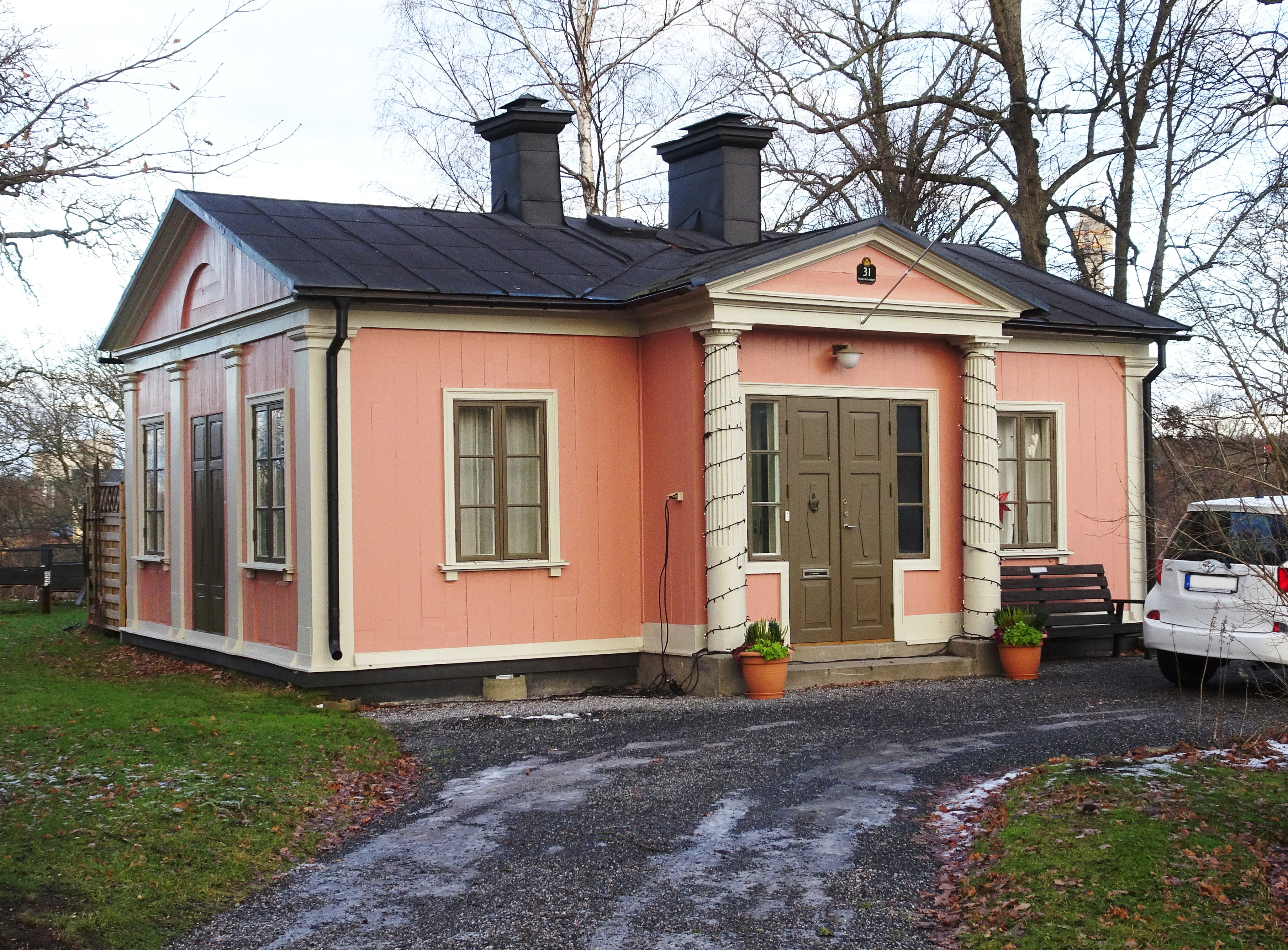
Vaktstugan, Rosendals slott.
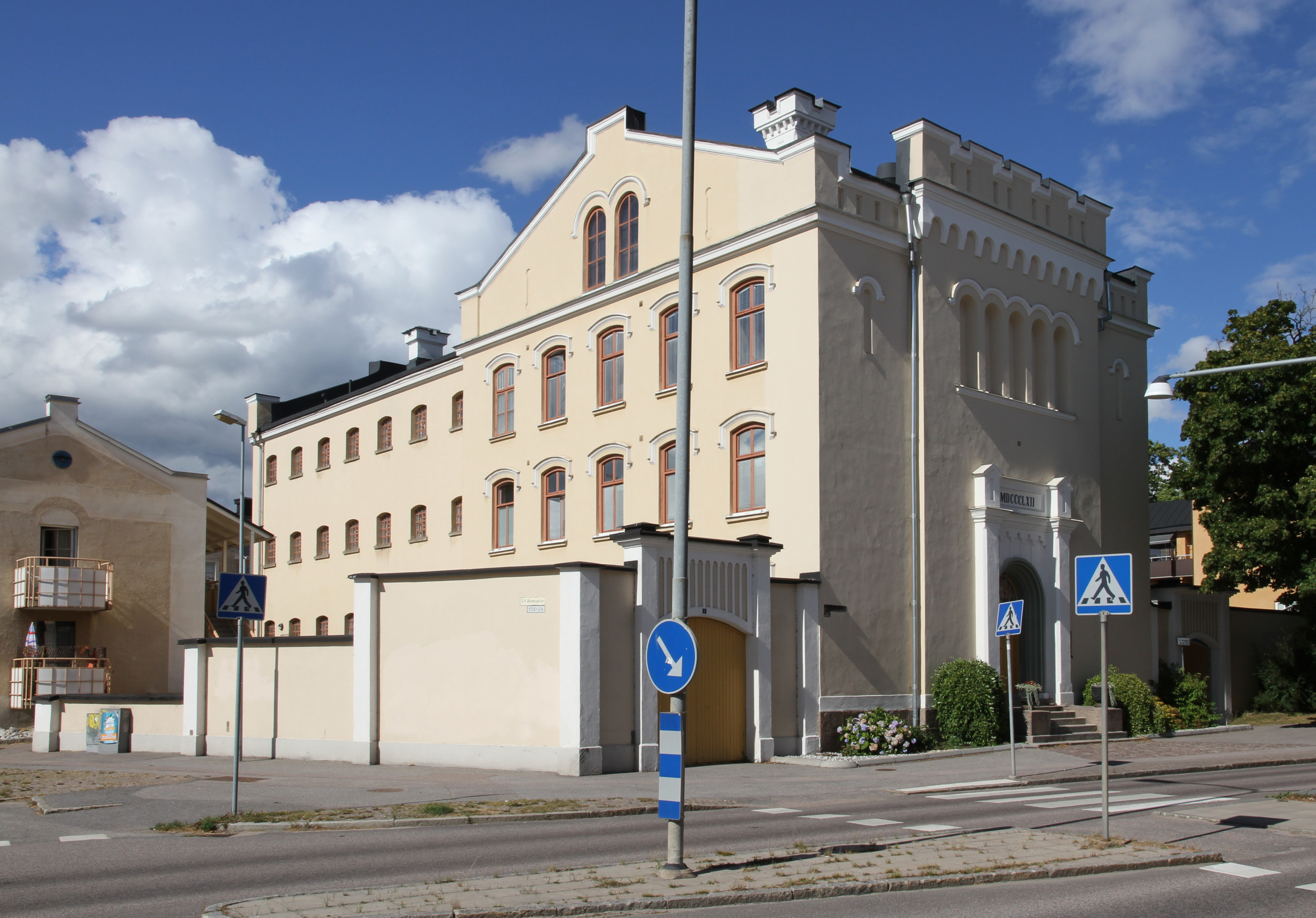
Länsfängelset i Nyköping.